# Mosteiro de São Bartolomeu
Mosteiro de São Bartolomeu (em armênio/arménio:  Սուրբ Բարդուղիմեոսի վանք, transl. Surb Barduğimeosi vank') foi um mosteiro armênio medieval na província histórica de Vaspuracânia, 23 km a nordeste da cidade de Bascale, na atual província turca de Vã, perto da fronteira iraniana. O mosteiro foi construído no local tradicional do martírio do Apóstolo Bartolomeu, que supostamente trouxe o cristianismo para a Armênia no primeiro século. Junto com o Apóstolo Tadeu, Bartolomeu é considerado o padroeiro da Igreja Apostólica Armênia. Foi um local de peregrinação proeminente antes do genocídio armênio. Hoje, está fortemente arruinado e a cúpula desapareceu completamente.

## Galeria

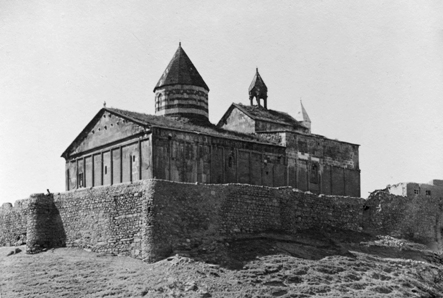
O mosteiro no início do séc. XX (por volta de 1915).
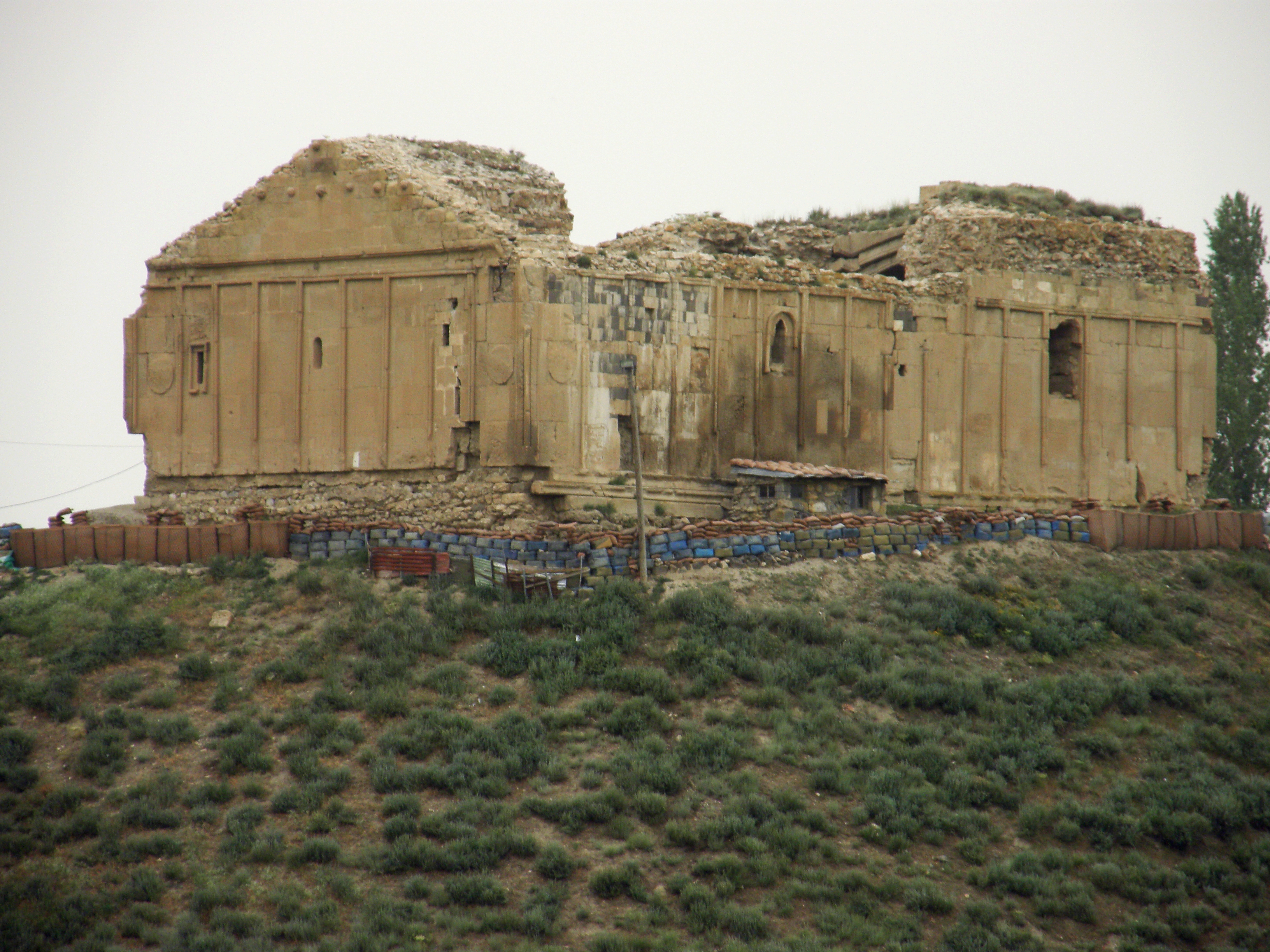
Ruínas do mosteiro em 2009.

## Nota
1. ↑  O mosteiro de São Bartolomeu, erguido no local do martírio do apóstolo, gavar de Albace Maior, ascar de Vaspuracânia, Grande Armênia, e considerado um dos mais importantes locais de peregrinação do povo armênio e do mundo cristão, foi explodido.